# Steven Nzonzi
Steven N'Kemboanza Mike Christopher Nzonzi (La Garenne-Colombes, 1988. december 15. –) kongói származású világbajnok francia válogatott labdarúgó, a Szepáhán játékosa.

## Pályafutása
Nzonzi az Amiens SC ifiakadémiáján kezdett futballozni, 2008-ban profi szerződést kapott a csapattól. Április 22-én mutatkozott be a felnőttek között. Rendkívüli tehetsége miatt sokan Patrick Vieira méltó utódjának tartják.

### Blackburn Rovers
2009-ben két angol csapat, a Blackburn Rovers és a Portsmouth is komoly érdeklődést mutatott iránta. Június 28-án az Amiens megegyezett a Roversszel a játékos vételáráról. Az átigazolás két nappal később ment végbe. Úgy tudni, az angolok körülbelül 500 ezer fontot fizettek érte és egy négy évre szóló szerződést írattak alá vele.

## Külső hivatkozások
- Steven N'Zonzi pályafutásának statisztikái a Soccerbase oldalon (angolul)

## Fordítás
- Ez a szócikk részben vagy egészben  a   Steven N'Zonzi című angol Wikipédia-szócikk fordításán alapul.  Az eredeti cikk szerkesztőit annak laptörténete sorolja fel. Ez a jelzés csupán a megfogalmazás eredetét és a szerzői jogokat jelzi, nem szolgál a cikkben szereplő információk forrásmegjelöléseként.